# Łopatyczi
Łopatyczi (ukr. Лопатичі) – wieś na Ukrainie, w obwodzie żytomierskim, w rejonie korosteńskim, w hromadzie Olewsk, nad Uborcią. W 2001 roku liczyła 1784 mieszkańców.
W 1920 roku pod Łopatyczami miały miejsce walki polskiego 25 pułku piechoty z 7 Dywizji Piechoty z sowieckim 60 pułkiem strzelców.

## Urodzeni
- Ołeh Sztul
- Antoni (Warżanski)